# Ексоклиси (дем Александрия)
Ексоклиси (на гръцки: Εξωκκλήσι) е село в Република Гърция, дем Александрия, област Централна Македония.

## География
Селото е разположено в областта Урумлък (Румлуки), на 3 km южно от Лутрос край Лутроския манастир.

## История
Селото е ново - за пръв път е регистрирано в 1961 година.
| Година    | 1913 | 1920 | 1928 | 1940 | 1951 | 1961 | 1971 | 1981 | 1991 | 2001 | 2011 | 2021 |
| --------- | ---- | ---- | ---- | ---- | ---- | ---- | ---- | ---- | ---- | ---- | ---- | ---- |
| Население |      |      |      |      |      | 42   | 4    | 4    | 4    | 4    | 2    |      |